# عبارة (اصطلاح)
العبارة مصدر واسم من التعبير عن الشيء. وسميت الألفاظ الدالة على المعاني المركبة عبارات لأنها تفسر ما في الضمير الذي هو مستور كما أن المعبر يفسر ما هو مستور. يقال «هذا عبارة عن ذاك» أي يعبر به عنه. ويقال «فلان حسّن العبارة» أي حسّن التعبير أي البيان.